# Zbigniew Rosner

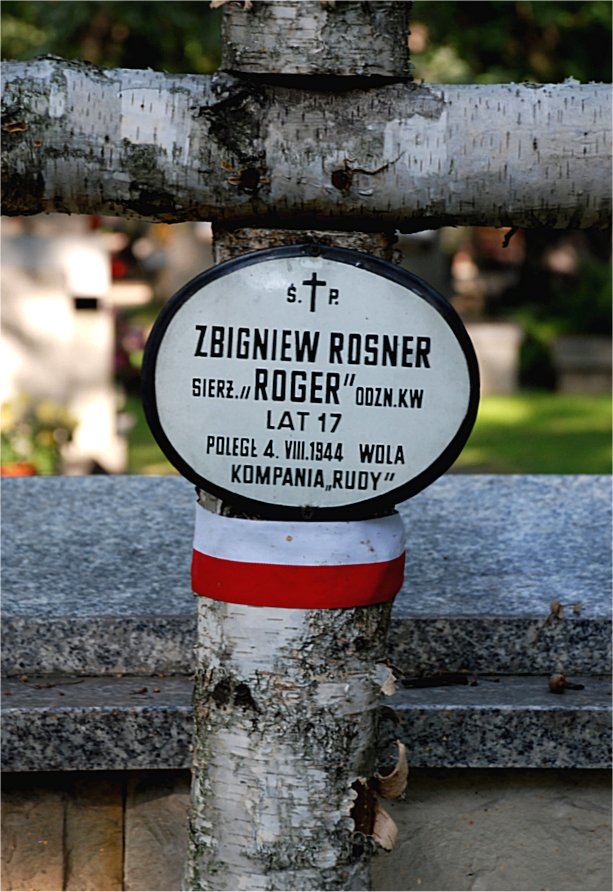
Grób na Powązkach Wojskowych

Zbigniew Rosner ps. „Roger” (ur. 26 lipca 1927 w Grodnie, zm. 4 sierpnia 1944 w Warszawie) – sierżant, żołnierz Armii Krajowej, podczas powstania warszawskiego żołnierz II plutonu „Alek” kompanii „Rudy” batalionu „Zośka”. Jeden z najmłodszych żołnierzy powstania.

## Życiorys
Podczas okupacji niemieckiej działał w polskim podziemiu zbrojnym i w 1941 został żołnierzem Grup Szturmowych Szarych Szeregów. Był uczniem konspiracyjnego Gimnazjum im. Tadeusza Reytana w Warszawie i harcerzem w działającej przy nim 1. Warszawskiej Drużyny Harcerskiej im. Romualda Traugutta („Czarna Jedynka”). Należał również do Organizacji Małego Sabotażu „Wawer”.
Został ciężko ranny 4. dnia powstania warszawskiego. Według noty biograficznej opublikowanej na stronach Muzeum Powstania Warszawskiego zmarł z odniesionych ran w szpitalu Karola i Marii Szlenkierów przy ul. Leszno 136 na Woli, a według pisarza Andrzeja Czarskiego został zamordowany w tym szpitalu przez Niemców. Miał 17 lat. Pochowany na Powązkach Wojskowych w kwaterach żołnierzy batalionu „Zośka” (kwatera A20-2-24).
Odznaczony Krzyżem Walecznych.